# اليكس فريم
اليكس فريم (بالإنجليزية: Alex Frame)‏ مواليد 18 يونيو 1993 في كرايستشرش، هو دراج نيوزلندي.

## الميداليات
| الميدالية | المسابقة                               |
| --------- | -------------------------------------- |
| ذهبية     | بطولة العالم للدراجات على المضمار 2015 |

### سباقات أو مراحل فاز بها
| التاريخ       | السباق               | المركز                  |
| ------------- | -------------------- | ----------------------- |
| 18 مايو 2014  | Velothon Berlin 2014 | الثامن في التصنيف العام |
| 01 مارس 2017  | تروفيج أوماغ 2017    | المركز الثالث           |
| 04 مارس 2017  | بوريك تروفي 2017     | الخامس في التصنيف العام |
| 26 مارس 2017  | تور دو نورماندي 2017 | الثالث في تصنيف النقاط  |
| 16 أبريل 2017 | طواف لوار وشير 2017  | الثالث في تصنيف النقاط  |

## روابط خارجية
- اليكس فريم على موقع الاتحاد الدولي للدراجات (الإنجليزية)
- اليكس فريم على موقع أرشيف الدراجات (الإنجليزية)
- اليكس فريم على موقع إحصائيات الدراجات الإحترافية (الإنجليزية)
- اليكس فريم على موقع نسبة الدراجات (الإنجليزية)